# واشنطن فري بيكون
واشنطن فري بيكون هو موقع إلكتروني للصحافة السياسية المحافظة أُطلق في عام 2012. الموقع مدعوم مالياً من قبل باول سينجر، الملياردير الأمريكي مدير صندوق التحفظ والناشط المحافظ.

## تاريخ
تأسس على يد مايكل جولدفارب وآرون هاريسون وماثيو كونتيتي، أطلق في 7 فبراير 2012، كمشروع لمركز الحرية الأمريكية، وهي مجموعة مناصرة محافظة على غرار المركز الليبرالي للتقدم الأمريكي.
يُعرف الموقع بتقاريره المحافظة، بهدف نشر القصص والتأثير على تغطية وسائل الإعلام الرئيسية، وصُمم على غرار نظرائه الليبراليين في وسائل الإعلام. الموقع له جذور في جناح المحافظين الجدد للحزب الجمهوري.